# دابودشت
دابودشت (بالفارسية: دابودشت) هي مدينة تقع في محافظة مازندران في شمال إيران في ناحية دابودشت. يقدر عدد سكانها بـ 1,096 نسمة .